# Tiroidite acuta infettiva
La tiroidite acuta infettiva è un evento clinico piuttosto raro e può essere sostenuta da diversi agenti patogeni, per lo più di natura batterica, raramente micotica o parassitaria.
Gli agenti infettivi più frequentemente sono batteri piogeni, ma i pazienti immunocompromessi possono essere suscettibili a sviluppare infezioni atipiche da miceti e micobatteri. 
Il processo infettivo può originare da focolai locoregionali e propagarsi per contiguità (ferite cervicali, infezioni perifaringee) oppure derivare da infezioni a distanza che si disseminano per via ematica o linfatica.

## Sintomi
Il quadro clinico è quello di una infezione acuta con tumefazione a possibile evoluzione ascessuale, dolore, eritema, positività al termotatto, febbre elevata, raramente disfagia o disfonia. Occasionalmente, la formazione ascessualizzata può fistolizzare sulla cute, in trachea, esofago o mediastino.
Sul piano laboratoristico, vi è marcata elevazione degli indici aspecifici di flogosi e leucocitosi neutrofila. La funzione tiroidea e la scintigrafia/iodocaptazione non mostrano generalmente modificazioni patognomoniche. L'ecografia può aiutare nella diagnosi, evidenziando disomogeneità più o meno diffusa  ed aree anecogene in corrispondenza delle zone ascessualizzate.

## Trattamenti
L'agente responsabile può essere individuato mediante la coltura del materiale ottenuto mediante puntura con ago sottile; il reperto citologico è quello di un processo suppurativo, con tappeto di granulociti neutrofili.
Il trattamento si avvale di antibiotici ad ampio spettro, eventualmente mirati su antibiogramma. Le forme ascessuali-colliquative possono beneficiare di incisione e drenaggio chirurgico.
La prognosi è buona, con restituito ad integrum nella maggioranza dei casi. Molto raramente possono residuare cicatrici retraenti o paralisi ricorrenziale con disfonia.
| Controllo di autorità | Thesaurus BNCF 37694 |